# Lukumbule
Lukumbule ist ein Verwaltungsbezirk (Ward) des Distrikts Tunduru in der tansanischen Region Ruvuma.

## Geografie
Lukumbule liegt im Süden von Tansania etwa 50 Kilometer Luftlinie südsüdöstlich der Distrikthauptstadt Tunduru an der Grenze zu Mosambik. Diese Grenze bildet der Fluss Rovuma. Der Bezirk grenzt im Norden an Namasakata, im Nordosten an Misechela, im Südosten und im Süden an Mosambik und im Westen an Mchesi und Mtina. Bei der Volkszählung 2022 lebten 15.399 Menschen in 4048 Haushalten auf einer Fläche von 1435 Quadratkilometern.

## Gliederung
Der Bezirk besteht aus fünf Gemeinden (Mtaa) mit 32 Orten (Kitongoji):
| Lukumbule - Mcheleni A - Mcheleni B - Namajani - Tushirikiane - Mumiha - Makaoni - Ngalinje - Hospitali - Mapinduzi Shuleni - Tupendane | Mitwana - Tuleane - Majengo - Chigufumo - Amani | Kazamoyo - Kanisani - Magharibi - Dukani - Mkandanguo - Mtwanga - Kazamoyo - Mashariki - Mwembechini - Mchangani - Kilimani - Majengo | Imani - Imani - Muungano - Malihai - Songambele | Tulingane - Msikitini - Godown - Shuleni |

## Wirtschaft und Infrastruktur
- Gesundheit: In den Gemeinden Lukumbule und Kazamoyo befindet sich je eine staatliche Apotheke.[8][9]
- Energie: Im Jahr 2019 wurde eine Solaranlage installiert, die den Ort erstmals mit elektrischer Energie versorgte. Im ersten Jahr wurden 500 Anschlüsse installiert.[10]